# Minengang

Typischer Aufbau eines Minengangsystems (schematisch)

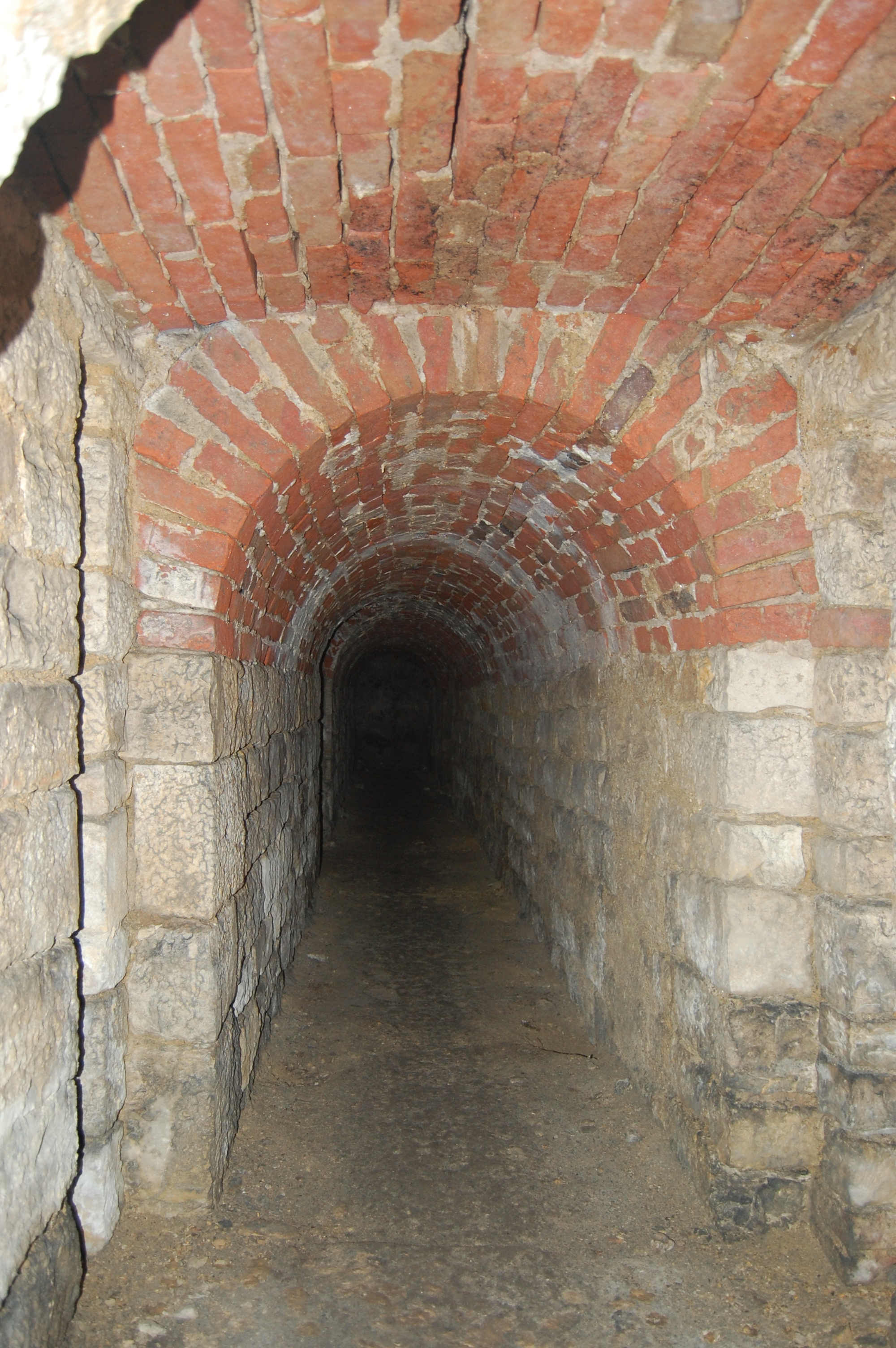
Gegenminenstollen im Bereich der Bundesfestung Ulm

Als Minengang bezeichnet man im Festungsbau ausgemauerte unterirdische Gänge, die sich vor dem eigentlichen Festungswall hinziehen und im Einsatzfall gesprengt werden sollten. Dabei führt von einem Eingang aus zunächst ein Hauptstollen nach vorne, von dem sich dann wiederum kleinere Zweigstollen nach rechts und links abzweigen. In dem Fall, dass feindliche Soldaten über dem jeweiligen Stollen sichtbar sind, wurde dieser zunächst mit Sprengstoff ausgefüllt, dann der jeweilige Stollen mehrfach abgesperrt, um den Explosionsdruck zu dämpfen und eigene Soldaten vor aufgeschleuderten Objekten zu schützen, um daraufhin den Sprengstoff zur Detonation zu bringen. Dabei wurden die oberirdischen Feinde im Falle einer erfolgreichen Sprengung getötet. Die Stollen lagen in der Regel mindestens fünf Meter tief, um feindliche Truppen nach einer erfolgreichen Sprengung daran zu hindern, über die entstandenen Krater ins Minensystem einzudringen.
Bei Festungsschleifungen wurden die meisten Minengänge oft nur an Knotenpunkten und ihren Eingängen gesprengt, sodass diese zwar unbegehbar wurden, aber in der Regel im Erdreich noch vorhanden waren. Dies führt dazu, dass bis heute regelmäßig bei Bauvorhaben direkt außerhalb ehemaliger Festungswerke noch Reste von in Vergessenheit geratenen Minengängen gefunden werden oder dass sich über ebenjenen Resten teilweise Kellereinbrüche ereignen. In seltenen Fällen werden ehemalige Minengänge auch von Häuserbauern eingeplant, um sie als Weinkeller benutzen zu können. Für Einbrüche unter darübergebauten Straßen liegen die Minengänge jedoch zu tief.